# الحليصة
الحليصة حي عربي يقع إلى الجهة الشرقية لحيفا. أما الاسم فيعتقد أنه من «أحلست الأرض» أي أصبحت خضراء ملساء. تشكل الحي مع بداية فترة الانتداب البريطاني نتيجة إقامة مشاريع استثمارية في حيفا وعلى وجه الخصوص منشأة الميناء ومصلحة السكك الحديدية والمنطقة الصناعية الكبيرة في خليج حيفا.

## بدايات الحي
تشكّل الحي مع بداية فترة الانتداب البريطاني نتيجة إقامة مشاريع استثمارية في حيفا وعلى وجه الخصوص منشأة الميناء ومصلحة السكك الحديدية والمنطقة الصناعية الكبيرة في خليج حيفا. وهذه المرافق احتاجت إلى أيدي عاملة كثيرة. كان المزود الرئيس لهذه المرافق عمال من قرى الجليل وشمالي المثلث حاليًا ومن مناطق القدس والخليل وغزة. ومع وفود هؤلاء العمال وعائلاتهم اختاروا العيش في هذا الحي لتدني أجرة الدور فيه. أما أصحاب الأراضي في الحي فشرعوا ببناء مبان ذات شقق سكنية كثيرة لتوفيرها لعائلات العمال.

## احتلال الحي
وشهد الحي إحدى أهم معارك حيفا في عام 1948، حيث وقعت معركة بيت النجّادة في الليلة الواقعة بين 22 و 23 نيسان من 1948، وصمد المقاومون العرب أمام شدّة قصف قوات الهاغاناه من «بيت الصناعة» ومن أعالي حي نافيه شأنان، إلا أنهم لم يتمكنوا من صد هجمات الهاغاناة المكثفة وتوالي عمليات القصف فانتهت المعركة بسقوط البيت وبالتالي استسلام من بقي من المقاومين. أما بيوت الحي التي تمّ تفريغها من سكانها الأصليين ومن أصحابها فتمّ توطين عائلات يهودية مهاجرة فيها.

## الحي بعد النكبة
بعد تفريغ بيوت الحي من سكانها الأصليين ومن أصحابها وتوطين عائلات يهودية مهاجرة فيها. بدأ الحي يشهد تحولاً في نسيجه السكاني في أعقاب ترك عائلات يهودية وحلول عائلات عربية قادمة من قرى في الجليل والمثلث، حتى أصبح الحي عربيًا برمته. ويُعاني هذا الحي أكثر من بقية الأحياء العربية في حيفا من نقص في الخدمات، ومن تآكل مستمر في شبكات التمديدات وخاصة الاتصال والصرف الصحي.

## الحياة الاجتماعية في الحي
الحالة الاجتماعية للحي قاسية وصعبة جراء انتشار بعض حالات المخدرات، وإن كانت أقل من السابق. وفي الحي عدد كبير من الشقق السكنية الفارغة والمغلقة بذرائع كونها غير مؤهلة للسكن، إلا ان عددًا من المستثمرين قد اشترى بعض هذه الشقق ولا يعرف مستقبلها.
في الحي مدرسة ومركز شبيبة ولجنة حي وتنشط بين الفينة والأخرى بعض الجمعيات الأهلية في تفعيل المجتمع. إلا أن الحي يفتقر إلى خطة ترميم وتمكين.